# 24 Hours to D-Day – Schlacht der Entscheidung
24 Hours to D-Day – Schlacht der Entscheidung (Originaltitel 24 Hours to D-Day) ist ein US-amerikanischer Kriegsfilm aus dem Jahr 2024 von Monroe Robertson nach einem Drehbuch von Alex Heerman. In der Hauptrolle ist Eric Roberts zu sehen.

## Handlung
Die Handlung beginnt 24 Stunden vor dem D-Day. Eine Gruppe US-amerikanischer Soldaten, Angehörige der Pathfinder-Fallschirmspringer-Einheiten, stranden während des Zweiten Weltkriegs hinter feindlichen Linien im deutschbesetzten Frankreich. Ihre Aufgabe ist es die Operation Overlord auszuführen, das unter anderen beinhaltet, Signalbaken zu installieren, wodurch die feindlichen Stellungen markiert werden und somit ein gezielter Angriff möglich wäre.
Das Oberkommando der Operation hat General Omar Bradley, die Truppenführung im Feld übernimmt Captain Ryken. Die Einsatztruppe wird von der 82. Airborne-Division in Frankreich abgesetzt. Aufgrund feindlicher Flakgeschütze können sie den angepeilten Zielort nicht erreichen und werden daher etwas weiter vom Einsatzort abgeworfen. Nun müssen sie sich zur Zielposition durchkämpfen.

## Hintergrund
Der Film wurde ab dem 20. September 2024 in ausgewählten Kinos in den Vereinigten Staaten gezeigt, unter anderen in Encino im California’s Laemmle Town Center 5, in Brunswick im Ohios Hickory Ridge Cinemas, in Minneapolis im Minnesotas Trylon Cinema, in Brooklyn im New Yorks Film Noir Cinema und in Roswell im Georgias Aurora Cineplex. Am selben Tag startete der Film als Video-on-Demand. In Deutschland erschien der Film am 23. Mai 2025 im Videoverleih.

## Rezeption
Aufgrund zu weniger Stimmenabgaben hat der Film auf dem Filmportal Rotten Tomatoes keine Wertung. In der Internet Movie Database hat der Film bei unter 30 Stimmabgaben eine Wertung von 5,0 von 10,0 möglichen Sternen (Stand: April 2025).